# Argumento da causa primeira

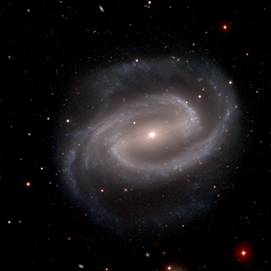
O raciocínio cosmológico afirma que tudo que começou a existir tem uma causa. Se o Universo veio a existir, então nem sempre ele existiu. Logo, o Universo tem uma causa primeira.

O Argumento da causa primeira ou Argumento cosmológico é um raciocínio filosófico que visa  buscar uma causa primeira (ou uma causa sem causa) para o Universo. Por extensão, esse argumento é frequentemente utilizado para a existência de um ser incondicionado e supremo, identificado como Deus. 
A premissa básica é que, já que há um universo em vez de nenhum, ele deve ter sido causado por algo ou alguém além dele mesmo. E essa primeira causa deve ser Deus. Esse raciocínio baseia-se na lei da causalidade, que diz que toda coisa finita ou contingente é causada agora por algo além de si mesma.
Esse argumento é tradicionalmente conhecido como argumento a partir da causalidade universal, argumento da causa primeira, argumento causal ou o argumento da existência. Qualquer que seja o termo empregado, há três variantes básicas do argumento cosmológico, cada uma com distinções sutis, mas importantes: os argumentos da causa (causalidade), da essência (essencialidade), do devir (tornando-se), além do argumento da contingência.
Esse raciocínio tem sido utilizado por vários teólogos e filósofos ao longo dos séculos, desde a Grécia Antiga com Platão e Aristóteles (com a teoria do Primeiro Motor), passando pela Idade Média com São Tomás de Aquino, até a atualidade com William Lane Craig, Alexander Pruss, Timothy O'Connor, Stephen Davis, Robert Koons e Richard Swinburne.

## Argumento
Há duas formas básicas do argumento cosmológico: a horizontal, ou argumento cosmológico Kalam, e a vertical. O argumento cosmológico horizontal baseia seu raciocínio numa causa do início do Universo. O argumento cosmológico vertical baseia seu raciocínio no Universo existente agora. O primeiro diz que o Universo existe conforme uma causa originadora enquanto o segundo diz que ele existe conforme uma causa sustentadora. Formas diferentes do argumento cosmológico combinam ambas as dimensões.
Parte-se da premissa geral de que tudo o que veio a existir possui uma causa. Ora, o Universo veio a existir, nem sempre existiu, logo ele possui uma causa. De fato, cada ente possui uma causa, que também possui uma causa e assim por diante. Entretanto, não é possível recuar infinitamente numa série de causas, pois assim o Universo nem poderia começar. Sendo impossível a regressão infinita, deve haver uma causa primeira, que é necessariamente incausada.
Essa versão do argumento cosmológico pode ser expressa com um silogismo formal:
- Tudo que começa a existir tem uma causa.
- O Universo começou a existir.
- Portanto, o Universo teve uma causa.

A outra versão do argumento tem as seguintes premissas e conclusão:
- Toda parte do Universo é dependente.
- Se toda parte é dependente, então todo o Universo também deve ser dependente.
- Logo, todo o Universo é dependente agora de algum ser independente dele para sua existência atual.

Existem críticas; a primeira é que as premissas não são necessariamente verdadeiras, não se pode dizer que tudo precisa ter causa e que o Universo teve um começo. A segunda é que a própria causalidade não é um conceito pacificado em filosofia, como explicou David Hume. Existem também modelos de causalidade não lineares, como na teoria do caos, nos quais cada evento é causa e efeito de outro. Por fim, aventa-se a possibilidade de uma regressão infinita, como na teoria M, segundo a qual o Universo não possui começo nem fim.